# Bezpieczeństwo regionalne
Bezpieczeństwo regionalne – jeden z rodzajów bezpieczeństwa rozpatrywany na podstawie kryterium przestrzennego. Pojęcie to odnosi się do zagrożeń i przeciwdziałań wobec nich występujących w danym regionie. W okresie zimnej wojny rozwiązania regionalne zostały podporządkowane wymogom i regułom rywalizacji dwóch supermocarstw. Rozpad świata dwublokowego dał impuls do rozwoju nowego regionalizmu. Do głównych przyczyn, które spowodowały ewolucję podejścia i zwrot w kierunku bezpieczeństwa regionalnego należą:
- wzrost świadomości politycznej społeczeństw, która powoduje zdolność do dostrzegania wspólnych interesów i zagrożeń występujących w danym regionie,
- uznanie integracji regionalnej za bardziej efektywne narzędzie służące zapewnieniu bezpieczeństwa,
- wzrost interakcji między państwami regionu oraz tworzenie instytucji czy też organizacji o charakterze regionalnym pogłębiających owo zjawisko.

Niewątpliwie regionalizacja bezpieczeństwa powoduje, że w większym stopniu uwzględniana jest lokalna specyfika zagrożeń oraz metod i środków przeciwdziałania. Warto zauważyć, że bezpieczeństwo regionalne w ujęciu przestrzennym dotyczy również odległych obszarów np. strefy Atlantyku czy też Pacyfiku. Jednakże to właśnie fizyczna odległość jest głównym czynnikiem, który wpływa na umacnianie się interakcji między państwami danego regionu. Kompleksy bezpieczeństwa obejmują trwałe związki przyjaźni i nieprzyjaźni zachodzące wewnątrz geograficznych ram współzależności bezpieczeństwa. Bezpieczeństwo regionalne należy rozpatrywać również w aspekcie egoistycznego podejścia większości państw. Otóż bardzo trudno jest skłonić państwa, które czują się bezpiecznie z racji przestrzennego, politycznego lub ekonomicznego oddalenia od siedliska konfliktu, aby w sposób bezpośredni i skuteczny solidaryzowały się z ofiarą napaści czy innego grożącego jej niebezpieczeństwa, ponieważ ich własne ryzyko, wkalkulowane w taką akcję zbiorowej pomocy z reguły przekraczałoby rozmiary możliwego zagrożenia. W zderzeniu egoistycznie i najczęściej krótkowzrocznie pojmowanego interesu narodowego ze zobowiązaniami międzynarodowymi ów pierwszy przeważa.
Istotnym elementem struktury bezpieczeństwa międzynarodowego są organizacje międzynarodowe o charakterze regionalnym oraz inicjatywy regionalne będące wynikiem porozumienia stron w ramach organizacji bądź działających poza jej strukturami, np. NATO, OBWE, UE, ANZUS.